# Горчаков, Василий Овидиевич
Васи́лий Ови́диевич Горчако́в (род. 5 июля 1951) — советский и российский переводчик кинофильмов и видеофильмов, синхронный переводчик на кинофестивалях, журналист, актёр, продюсер. Работал личным переводчиком на Московском международном кинофестивале для Роберта Де Ниро, Роберта Редфорда, Мерил Стрип, Джека Николсона, Стивена Сигала и других.
Был одним из первых «пиратских» переводчиков в 1980-х — начале 1990-х годов в СССР.
Перевёл в общей сложности более 6 тысяч фильмов.
Сын советского разведчика и писателя Овидия Горчакова.

## Биография
По своим собственным признаниям, до 6 лет лучше говорил по-английски, чем по-русски. Дебютировал в кино как актёр в 13-летнем возрасте, сыграв главную роль в фильме «Большие и маленькие» (1963). В связи с плохим поведением в школе родители запретили ему сниматься в кино. Несмотря на то, что в школе по английскому языку получал тройки, после школы поступил в Военный институт иностранных языков.
Учился на факультете журналистики МГУ, а также в Высшем театральном училище им. Щепкина.

## Творческая карьера
Десять лет проработал на киностудии «Мосфильм» каскадёром, постановщиком трюков.
Ставил трюки для таких фильмов, как «Емельян Пугачёв», «Поговорим, брат…», «Али-Баба и сорок разбойников», «Кто заплатит за удачу?», «Шальная пуля», «Ларец Марии Медичи».
Работал переводчиком сборной СССР по хоккею.
Переводить фильмы начал в 1973 году по просьбе переводчика Леонида Володарского, который попросил подменить его на показе фильма «Тройное эхо» с участием Гленды Джексон в кинотеатре «Зарядье».
По собственному признанию Горчакова, работая над переводом «пиратских» фильмов (по его утверждению за раз могло быть 2—3, иногда, 4 в день) получал 25 рублей (при средней заработной плате в СССР в 150 рублей) за каждый.
В 1990—1991 годах Горчаков был голосом программы «Горячая десятка MTV» на ЦТ СССР.
С 22 августа по 10 октября 2008 года работал в передаче «Феномен» на телеканале «Россия» в качестве синхронного переводчика.
С 28 мая 2011 по 10 июня 2012 года работал в передаче «Прожекторперисхилтон» в качестве синхронного переводчика для приглашённых иностранных гостей.
В 2014 работал синхронным переводчиком в комедийном сериале «Тони Лондон» (не вышел в эфир).
Является продюсером и представителем режиссёра Питера Гринуэя в России и странах СНГ. После съёмок фильма «Чемоданы Тульса Люпера» Гринуэй так характеризовал Горчакова как актёра: «Василий Горчаков — знаменитый кинопереводчик, энциклопедист, знающий много языков, стран, и к тому же до мозга костей „кинематографический“ человек, буквально с полувзгляда понимающий любую экранную задачу».
Василий Горчаков является основателем и президентом продюсерского центра «Горчаковъ». В 2012 году центр стал организатором приезда режиссёра Питера Гринуэя в Санкт-Петербург для участия в благотворительном аукционе по продаже живописи режиссёра и других художников, проведённого для оказания помощи детям, пострадавшим в ДТП.
Женат на актрисе Арине Ефремовой, есть дочь Евгения.

## Фильмография
- 1963 — Большие и маленькие — Боря Горохов
- 1980 — Частное лицо
- 2003 — Ищу невесту без приданого — швейцар в ресторане
- 2004 — Чемоданы Тульса Люпера: От Сарка до конца
- 2004 — Богиня: как я полюбила — следователь Ракитин
- 2004 — Красная площадь — Евгений Чазов, главврач
- 2006 — Русское средство — американский кинорежиссёр
- 2007 — Слепой-3 (фильм № 1 «Программа убивать»)
- 2009 — Москва, я люблю тебя! (новелла «Job — Работа»)
- 2011 — Generation П — ханыга из партии «Народная воля»
- 2012 — Последняя сказка Риты
- 2014 — Тони Лондон
- 2016 — Петербург. Только по любви — Василий (новелла «Сны Иосифа»)
- 2020 — Северный ветер — камердинер Василий
- 2021 — Скромное обаяние волшебников